# Heinz Steinle
Heinz Steinle (* unbekannt; † 3. Januar 1980) war ein deutscher Richter.

## Leben
Steinle wurde zum Doktor der Rechte promoviert. Er war Präsident des Landgerichts Mosbach.
Am 18. Juni 1970 wurde Steinle mit 77 von 85 Stimmen vom Landtag von Baden-Württemberg zum stellvertretenden Richter am Staatsgerichtshof für das Land Baden-Württemberg gewählt. Am 19. Juli 1979 wurde er mit 104 von 106 Stimmen vom Landtag in diesem Amt wiedergewählt. Er amtierte bis zu seinem Tod im Januar 1980. Zu seinem Nachfolger wurde Lothar Freund gewählt.